# Битва за Ковель (1944)
Воєнні дії на території Волині в 1944 році — завершилися повним вигнанням німців з території Волинської області та відновленням радянського окупаційного режиму.
Ковельська операція, як така, і навіть самий термін в науковій літературі не фігурують. Воєнні дії під Ковелем згадуються при розгляді або Поліської, або Білоруської наступальних операцій, хоча такі воєначальники як Г. К. Жуков, або С. М. Штеменко у своїх спогадах безпосередньо вживають вираз — Ковельська операція.

В перший раз ковельський напрям з'явився в оперативних планах радянського командування в кінці січня 1944 року, коли два кавалерійських корпуси 13-ї армії форсували р. Стир в районні Рафалівки та Старого Чорторийська. Однак внаслідок уповільнення наступу на м. Рівне, кавалерійські корпуси одержали наказ повернути на південь: 1-й корпус на Луцьк, 6-й корпус на Цумань.
Після завершення Рівно-Луцької операції (27 січня-11 лютого) більша частина області залишилася ще окупованою німцями і в центрі цієї території знаходився Ковель, перетворений у важливий опорний пункт оборони гітлерівців. Жителі міста дуже потерпіли в роки війни. За час німецької окупації гітлерівці розстріляли в Ковелі 3500 чоловік цивільного населення і 11 тис. військовополонених.
Готуючи наступні операції, командування радянських військ посилило розвідувальну діяльність, використовуючи як військових розвідників, так і підпільників та партизанів. 8 січня 1944 року керівник однієї з підпільних груп П. Г. Климашевський одержав в партизанському штабі завдання проникнути в Ковель і зібрати дані про противника. Уночі П. Г. Климашевський, радист і група супроводу, обминаючи вартових і заміновані ділянки, пробралися в місто і протягом 22-х днів передавали у штаби розвідувальну інформацію.
У січні 1944 року Український штаб партизанського руху (УШПР) дав завдання партизанському з'єднанню О. Ф. Федорова захопити Ковель, зруйнувати залізничний вузол та військові об'єкти. 11 лютого УШПР закинув у з'єднання О. Ф. Федорова спеціальну розвідувальну групу, під командуванням О. Г. Курова.
Завдання оволодіти партизанськими силами порівняно великим містом із сильним гарнізоном виглядає досить сумнівним. Як пише у своїх спогадах О. Ф. Федоров, незадовго до початку операції він побував в штабі 2-го Білоруського фронту з метою домовитися про спільний з регулярними військами наступ на Ковель. Однак командування щойно створеного фронту було не готове до цього. Не вдалося вирішити питання і через Український штаб партизанського руху. Було вирішено діяти власними силами, покладаючись на фактор раптовості. На цей час територія на північ від залізниці Коростень-Ковель значною мірою контролювалася радянськими партизанами. Для спільних дій залучалося з'єднання партизанських загонів під командуванням С. Ф. Малікова, яке прибуло на Волинь з Житомирської області, а також загони В. О. Карасьова і М. А. Прокопюка.
Гітлерівське командування зосередило у Ковелі значні військові сили і добре укріпило місто. За даними розвідки підступи до міста перегороджувала система дзотів, окопів, протитанкових ровів, загороджень колючого дроту, мінних полів. Було споруджено дзоти і в самому місті, ряд будинків противник замінував. На північно-східній околиці знаходилися дві важкі артилерійські батареї. Гарнізон Ковеля складався з двох тисяч німецьких солдат і приблизно 400 угорських. В їх розпорядженні було десять танків і бронемашин. Передові частини противника розташувалися також в навколишніх селах — Доротище, Облапах, Секуні. Особливо сильна залога була в містечку Несухоїжі.
Партизанське з'єднання під командуванням О. Ф. Федорова нараховувало понад З тис. чоловік особового складу, приблизно 4 тис. було в з'єднанні С. Ф. Маликова. Таким чином, партизанські сили чисельно перевершували противника, але з різних причин далеко не всі партизани могли бути задіяні в операції. Разом з тим німці мали краще озброєння і вигіднішу позицію для оборони. Наявні комунікації дозволяли швидко одержати підкріплення. Нарешті, партизани, що звикли діяти в лісах, були не підготовлені і в тактичному відношенні, і психологічно для вуличних боїв. В ніч з 22 на 23 лютого партизани вийшли на вихідні позиції. Однак з початком операції фактор раптовості фактично був втрачений. Пов'язано це було з тим, що на шляху до Ковеля спочатку зав'язалися бої з німецькими підрозділами, розташованими в навколишніх селах. Особливо запеклий бій з ночі і до 12 дня точився за містечка Несухоїжі, куди німці встигли завчасно перекинути два батальйони 17-го полку. В цьому бою загинув командир 9-го партизанського батальйону з'єднання О. Ф. Федорова Степан Григоренко.
У селі Облапи перший батальйон цього з'єднання вів бій з противником, якого підтримували самохідні гармати «Фердинанд».
В той час як з'єднання О. Ф. Федорова відвернуло на себе значні сили противника, інше з'єднання С. Ф. Малікова розгорнуло наступ на Ковель з північного заходу. Третій партизанський полк захопив 23 лютого села Кричевичі і Черемошне, однак потім змушений був відійти. Перший полк зайняв з боєм села Сереховичі, Секунь, обійшов Облапи, розгромив охорону блок-посту у залізниці Брест-Ковель і вийшов на підступи до міста. 27 лютого о 5-й годині ранку партизанські батальйони увірвалися на західну околицю Ковеля і розпочали бої за місто і залізничну станцію. Однак противник перекинув сюди додаткові сили піхоти і бойової техніки. Партизанські загони змушені були відступити.
Таким чином, операція зазнала невдачі. Хоча противник втратив багато живої сили, 4 танки і 58 автомашин, партизанські з'єднання не змогли оволодіти Ковелем і вивести з ладу залізничний вузол. Після бою частина партизанських сил одержала наказ розташуватися на правому березі Стохода, щоб забезпечити переправи до підходу Червоної Армії.
Наступним етапом боротьби за Ковель стала Поліська наступальна операція 2-го Білоруського фронту, створеного за рішенням Ставки 17 лютого 1944 року в складі 47-ї, 70-ї, 61-ї загальновійськових і 6-ї повітряної армій. Вже 25 лютого командувач генерал-полковник П. А. Курочкин видав наказ про підготовку наступу на Ковельському напрямі, а 17 березня наступ розпочався.
Лінія фронту в районі Ковеля являла собою дугу виступом на схід. Безпосередньо Ковельський напрям прикривало німецьке угрупування військ під командуванням обергрупенфюрера СС Баха в складі 213-ї охоронної дивізії, 17-го поліцейського полку СС, 5-го і 622-го саперних батальйонів, 12-го залізничного батальйону, 10-го зенітно-артилерійського дивізіону. В тилу знаходилися 9-та і 19-та угорські піхотні дивізії.
Головний удар на ковельському напрямі силами шести стрілецьких дивізій і трьох танкових полків завдавала 47-ма армія генерал-лейтенанта В. С. Поленова. Частиною сил 77-го стрілецького корпусу (143-тя і 60-та дивізії) з рубежу Боровне-Великий Обзир армія наступала на містечко Несухоїжі в обхід Ковеля з півночі, а 260-та дивізія цього корпусу наступала вздовж залізниці. Інше угрупування в складі 175-ї і 76-ї дивізій 125-го корпусу з рубежу Навіз, Топільне, Голоби завдавало удар в обхід міста з південного заходу.
В перший день наступу частини і з'єднання 47-ї армії просунулися на 15-20 км. В прорив було введено 68-му танкову бригаду під командуванням підполковника Г. А. Тимченка, яка вела успішний бій в глибині оборони противника. Передові підрозділи 143-ї Конотопсько-Коростенської стрілецької дивізії перерізали залізницю, що зв'язувала Ковель з Брестом і Холмом. Долаючи опір німецьких військ 260-та і 60-та дивізії під командуванням полковника В. І. Булгакова і генерал-майора В. Г. Чернова, а також частина сил 175-ї Уральської дивізії генерал-майора В. О. Борисова впритул підійшли до Ковеля. На кінець дня 18 березня ворожий гарнізон в Ковелі був оточений. Підрозділи 635-го полку, вийшовши до села Старі Кошари, замкнули кільце оточення ворожого угрупування. Лінія фронту віддалилася на 10-20 кілометрів західніше міста. В період з 19 по 29 березня точилися кровопролитні бої безпосередньо за Ковель, перетворений гітлерівцями в сильний пункт оборони. Німці використали систему дотів і дзотів з перехресним вогнем, залізобетонні укріплення; в опорні пункти були перетворені деякі цегляні будинки. Враховуючи специфіку вуличних боїв в атакуючих частинах було створено штурмові групи. Такі групи, створені в 60-й дивізії, вели бої на північній околиці Ковеля. У східній частині, в районі вулиці Широкої діяли штурмові групи 260-ї стрілецької дивізії, з півдня місто штурмували батальйони 175-ї Уральської дивізії.
Однак оточені в місті гітлерівські солдати, особливо есесівці, продовжували чинити запеклий опір. Незважаючи на протидію радянської авіації, німецькі літаки скидали оточеному гарнізону боєприпаси і продовольство. Противник намагався деблокувати свої війська, оточені в Ковелі. Бої на зовнішньому фронті, особливо на рубежі Стара Вижівка — Торговище, ставали все більш напруженими. Ворог підтягував резерви з інших ділянок і безперервно контратакував. Колишній начальник політвідділу 47-ї армії М. Х. Калашник пише у своїх спогадах, що пізніше до рук радянського командування потрапив оперативний наказ вермахту за підписом Гітлера, в якому командуванню групи армій «Центр» наказувалось зосередити увагу на ділянці в районі Бреста і підкреслювалося, що "першочергове завдання групи армій «Центр» полягає в тому, щоб знов оволодіти Ковелем і встановити зв'язок з військами групи армії «Південь».
В другій половині березня і на початку квітня гітлерівці перекинули на ковельський напрям чотири піхотні і три танкові дивізії, два дивізіони штурмової артилерії і окремий танковий батальйон.
За стійкість і героїзм, проявлені у важких боях, що розгорнулися навколо Ковеля, багато вояків Червоної Армії було нагороджено бойовими орденами. Героїчний подвиг здійснив командир відділення 2-ї роти 93-го полку сержант І. Є. Єрьомін. В бою під селом Зілове він гранатами підбив два ворожих танки, а 1 квітня був важко поранений, однак продовжував вести бій і утримував позицію до підходу підкріплень. Воякові було присвоєно звання Героя Радянського Союзу. Це високе звання було присвоєно також посмертно командиру зенітної батареї ст. лейтенанту В. К. Олійнику. 5 квітня в районі села Дубове артилеристи вели важкий бій з танками противника. Вони підбили п'ять машин і зупинили ворога. В цьому бою В. К. Олійник загинув.
З кінця березня 1944 року становище на ділянці фронту на захід від Ковеля ставало все більш напруженим. В районі Любомля-Мацеєва гітлерівці сконцентрували значні моторизовані і танкові сили і готувалися до прориву. Перекинення під Ковель танкової дивізії СС «Вікінг» та інших добірних з'єднань значно посилило противника. Зосередивши на зовнішньому фронті потужний бронетанковий кулак, німецькі дивізії в перших числах квітня прорвалися з району Мацеєва-Тупали вздовж залізниці до Ковеля, деблокували гарнізон і відтиснули радянські війська. Частини і з'єднання 47-ї армії закріпилися на рубежі на схід від міста.

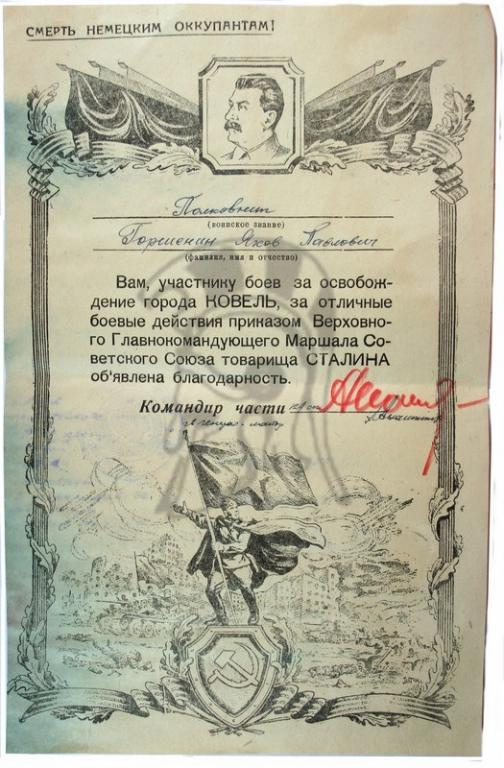
Подяка за «визволення Ковеля».

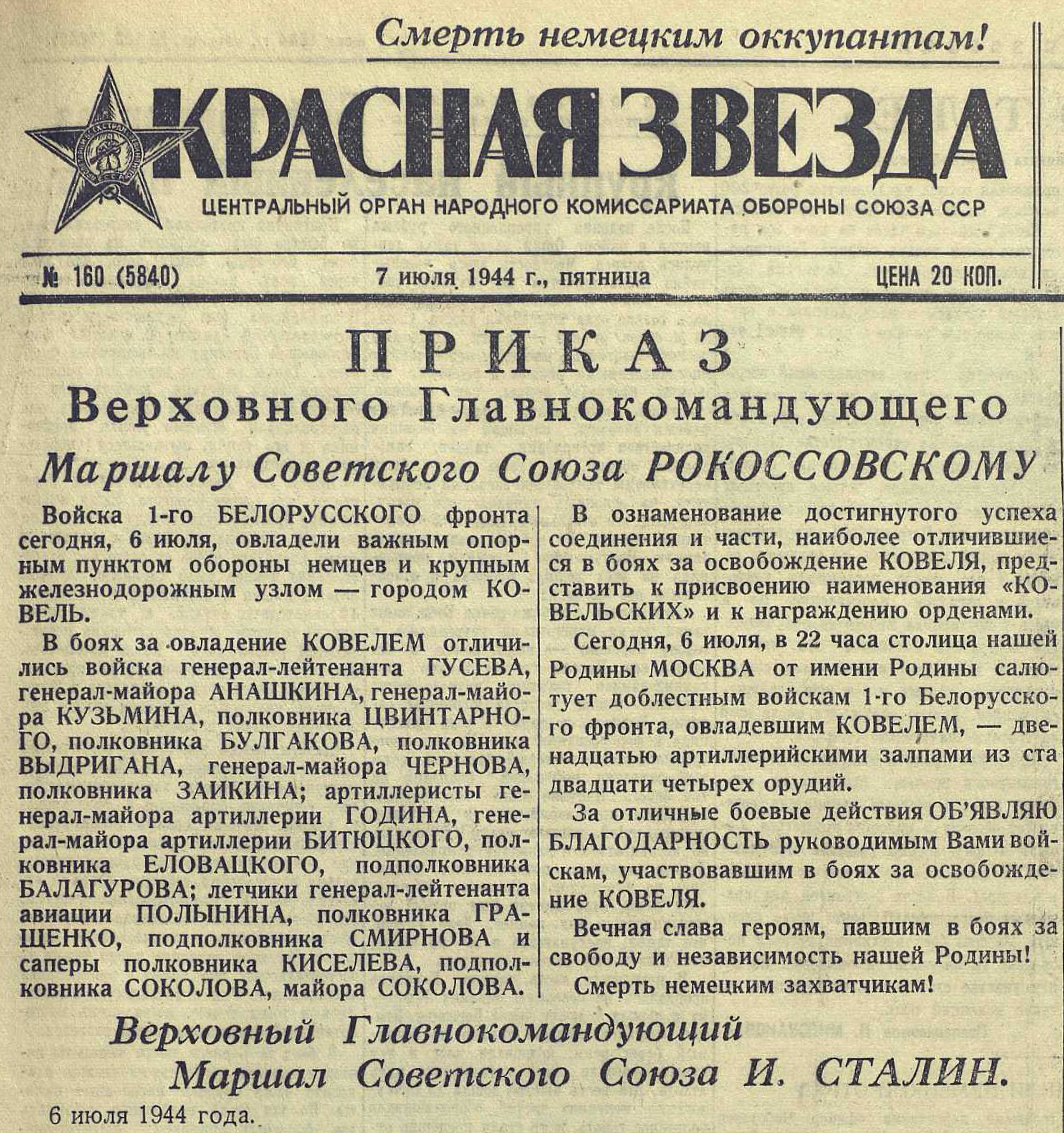
Газета «Красная Звезда».

У зв'язку з проривом німецьких військ до Ковеля Сталін доручив генералу армії К. К. Рокоссовському (тоді командуючому 1-м Білоруським фронтом) виїхати в штаб 2-го Білоруського фронту і вжити заходів до ліквідації прориву. Але, як з'ясувалося на місці, починати окрему операцію по звільненню Ковеля напередодні підготовленого великого наступу в Білорусі було недоцільно.
5 квітня 1944 року Ставка розформувала 2-й Білоруський фронт; керівництво одержало нові посади з пониженням, а війська були передані 1-му Білоруському фронту.
Між тим, противник продовжував атаки. 27 квітня після півторагодинної артпідготовки і масових нальотів авіації німецькі війська перейшли в наступ на ділянці 76-ї дивізії. Сильного удару зазнало село Ружин, де знаходився штаб з'єднання. Під загрозою обходу правого флангу 76-та дивізія відійшла на східний берег річки Турії, де і закріпилася. Протягом травня і червня тривали бої місцевого значення. Для підготовки майбутнього наступу важливу роль грала діяльність розвідки. В одній з таких операцій героїчно загинув командир взводу 135-ї окремої розвідувальної роти 143-ї дивізії старшина Г. М. Зеленський, якому посмертно присвоєно звання Героя Радянського Союзу. В бою під селом Ружин 27 квітня був поранений начальник розвідки 76-ї дивізії старший лейтенант Е. Г. Казакевич — відомий письменник, майбутній автор повісті «Зірка», сюжет якої відображає справжні події в період боротьба за Ковель.
В кінці травня — початку червня посилилась підготовка до майбутнього наступу, війська поповнювалися людьми і технікою, прибували нові частини і з'єднання. Оборону противника в районі Ковеля тримали з'єднання 4-ї німецької танкової армії в складі не менш ніж десяти дивізій, в тому числі танкової дивізії СС «Вікінг» і «Велика Німеччина»; в самому Ковелі розташувалася 342-га піхотна дивізія, а також декілька танкових, артилерійських і мінометних підрозділів. Німецька оборона Ковеля була пронизана численними інженерними спорудами.
На кінець травня до складу 47-ї армії входили 10 стрілецьких дивізій, танкова бригада, два танкових полки, п'ять самоходно-артилерійських полків, два дивізіони бронепоїздів, артилерійська дивізія прориву, зенітно-артилерійська дивізія, окремий зенітний артполк, інженерно-саперна бригада, декілька протитанкових винищувальних полків та інші частини.
За планом К. К. Рокоссовського удар під Ковелем повинен був розпочатися після одержання вирішальних успіхів в Білорусі. «Ковельська операція військ лівого флангу 1-го Білоруського фронту, — пише у своїх спогадах генерал-армії С. М. Штеменко, — була задумана як вирішальний етап дій наших військ на шляху до Варшави». Однак події, що розгорнулися внесли істотні зміни в початковий план.
24 червня 1-й Білоруський фронт перейшов у наступ; оборона противника на широкому фронті була зламана. Намагаючись врятувати становище, гітлерівці зняли з-під Ковеля танкову дивізію та інші частини і перекинули їх під Мінськ. Враховуючи загрозу виходу радянських військ у фланг і тил ковельському угрупуванню, новий командуючий групою армій «Центр» фельдмаршал Модель, не чекаючи удару на Ковель, 2-го липня почав відводити війська у західному напрямі, створивши укріплений проміжний рубіж на лінії Паридуби-Торговище (20-25 км на захід від Ковеля).
З'ясувавши ситуацію, 47-ма армія в ніч з 4 на 5 липня перейшла в наступ передові загони 260-ї, 76-ї, 60-ї дивізій зав'язали бої на околицях міста. До 10 годин ранку частини 342-ї німецької дивізії були витіснені із східної частини міста. Бій тривав протягом дня, увечері наступило затишшя. Вранці 6 липня штурм відновився: 1283-й і 1285-й полки 60-ї дивізії почали форсувати Турію, в цей час 1281-й полк просувався в напрямку Садової вулиці до центру міста і залізничного вокзалу. В другій половині дня була форсована Турія і місто повністю очищено від противника. На останньому етапі боротьби за Ковель, як і раніше, було здійснено чимало героїчних подвигів. Звання Героя Радянського Союзу посмертно було присвоєно командиру батальйону капітану О. П. Міну, який загинув у бою за село Паридуби.
Увечері 6 липня по радіо був переданий наказ Сталіна Маршалу Радянського Союзу К. К. Рокоссовському, в якому повідомлялося, що війська 1-го Білоруського фронту оволоділи містом Ковелем. Восьми з'єднанням і окремим частинам, які відзначилися в боях за Ковель, було присвоєно найменування «Ковельських».
8 липня з'єднання 47-ї армії вийшли на запланований рубіж Стара Вижівка-Смідин-Торговище. Попереду були укріпленні противником позиції, для прориву яких потрібна була певна підготовка. 18 липня з району Ковеля розпочався загальний наступ армій лівого крила 1-го Білоруського фронту. 21 липня завершилося повне вигнання німців з території Волинської області та відновлення радянського окупаційного режиму.